# 조 하넬

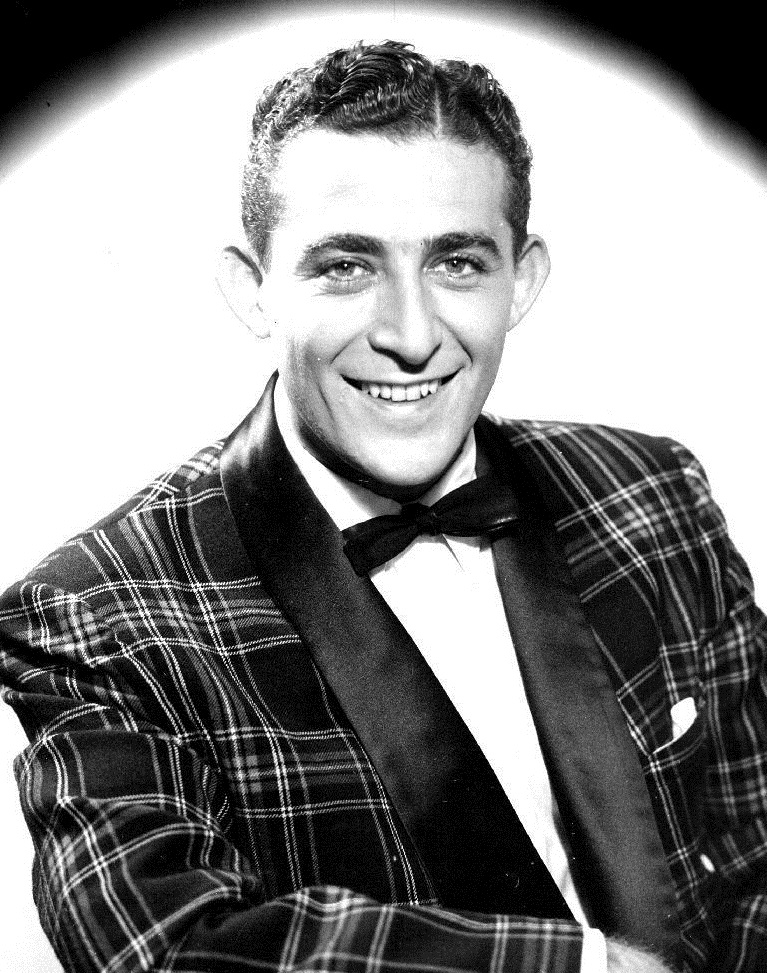
1977년

조 하넬(Joe Harnell, 1924년 8월 2일 ~ 2005년 7월 15일)은 편곡·지휘자로서도 정평이 있는 피아노 주자이다. 뉴욕 태생으로 14세 때 이미 자기의 댄스 밴드를 가졌다. 그 후 런던의 트리니티 음악원에 유학하여 아론 코플랜드, 미요 등에게 사사하였다. NBC 방송국의 음악감독을 거쳐 프리랜서로서 피아니스트, 편곡자가 되었다. 1962년에 <플라이 미 투 더 문>을 보사노바 편곡으로 히트시켰다.